# 南近義村
南近義村（みなみこぎむら）は、かつて大阪府にあった村。現在の貝塚市北西部、主に近木川と見出川に挟まれた地域にあたる。村名の由来は、『和名抄』などにも見られる郷名「近義」より。

## 歴史
- 1889年（明治22年）4月1日、日根郡澤村、浦田村、窪田村、堤村、地蔵堂村、王子村、橋本村が合併して、日根郡南近義村が発足。大字王子に村役場を設置。
- 1896年（明治29年）4月1日、郡の統廃合により、所属郡が泉南郡となる。
- 1931年（昭和6年）4月1日、泉南郡貝塚町、麻生郷村、島村、北近義村と合併し、貝塚町となる。

## 交通

### 鉄道路線
- 阪和電気鉄道
  - 本線（現・西日本旅客鉄道阪和線）
    - 和泉橋本駅

現在は上記の他に南海電気鉄道南海本線二色浜駅が所在するが、当時は未開業。

### 道路
- 紀州街道
- 粉河街道
- 熊野街道